# Soikiella mongibelli
Soikiella mongibelli är en stekelart som beskrevs av Novicki 1934. Soikiella mongibelli ingår i släktet Soikiella och familjen hårstrimsteklar.
Artens utbredningsområde är:
- Bulgarien.
- Italien.

Inga underarter finns listade i Catalogue of Life.